# Tiêu Bảo Dần
Tiêu Bảo Dần/Di (giản thể: 萧宝寅/夤; phồn thể: 蕭寶寅/夤; bính âm: Xiāo Bǎoyín; 483 – 530) , tự Trí Lượng (智亮), hoàng tử nhà Nam Tề, nhà chính trị, tướng lĩnh nhà Bắc Ngụy thời Nam Bắc triều trong lịch sử Trung Quốc.

## Thân thế
Tiêu Bảo Dần là con trai thứ sáu của Nam Tề Minh Đế Tiêu Loan, em cùng mẹ của Đông Hôn Hầu Tiêu Bảo Quyển.
Thời Minh Đế, ông được phong làm Kiến An Vương. Sau khi Đông Hôn Hầu kế vị, ông được phong làm Xa kị tướng quân, Khai phủ, coi việc quân ở Thạch Đầu. Vì Đông Hôn Hầu ngày càng hôn cuồng thác loạn, thủ hạ của ông là bọn Lưu Linh Vận mật mưu tôn Tiêu Bảo Dần lên làm chủ, bí mật phái người đến thương lượng với Tiêu Bảo Dần, ông mừng rỡ ưng thuận. Không lâu sau sự việc bại lộ, Bảo Dần bị tống giam. Ông tự giải thích rằng mình bị người khác bức bách, Tiêu Bảo Quyển hoàn toàn không quở trách ông. Tiêu Bảo Dung kế vị, Bảo Dần lại được phong làm Bà Dương Vương, cuộc sống giàu sang còn hơn cả trước kia.

## Chạy sang Bắc Ngụy
Cuối thời Nam Tề, hoàng đế hôn dung, lạm sát đại thần, trong triều ngoài nội đều bất an. Năm 501, Tiêu Diễn khởi binh từ Ung Châu, rất nhanh chóng đã tiến vào đô thành Kiến Nghiệp của nhà Tề, tàn sát phần lớn chư vương nhà Tề. Tiêu Bảo Dần bị Tiêu Diễn phái quân sĩ giam giữ, tình cảnh hết sức nguy hiểm. Một yêm nhân trong nhà ông là Nhan Văn Trí cùng thị tòng Ma Củng, Hoàng Thần bí mật thượng nghị, nhân đêm tối khoét tường đưa Tiêu Bảo Dần trốn đi. Tiêu Bảo Dần thay đổi y phục, mặc áo ngắn vải đen, lưng giắt hơn ngàn văn tiền, xỏ giày cỏ mà đi bộ, lén lút chạy đến bờ sông, nơi bọn họ đã chuẩn bị sẵn một con thuyền nhỏ. Bọn họ lên được thuyền thì hai bàn chân của Tiêu Bảo Dần đã bị tróc hết cả da. Ông từ nhỏ đã sống trong giàu sang, cảm thụ lần này thật không thể quên được. Trời sáng, binh sĩ cảnh giữ đuổi đến bờ sông, Tiêu Bảo Dần cải trang làm ngư dân, thả cho thuyền trôi từ thượng lưu xuống đến hơn 10 dặm, truy binh không chút hoài nghi. Chờ cho truy binh đi khỏi, ông chèo thuyền đến bờ tây, mạo hiểm trốn vào nhà Hoa Văn Vinh.
Hoa Văn Vinh cùng tùy tùng là bọn Thiên Long, Huệ Duyên bỏ lại già trẻ trong nhà, đưa Tiêu Bảo Dần trốn vào khe núi. Bọn họ thuê một con lừa cho Tiêu Bảo Dần ngồi, ngày nghỉ đêm đi, cuối cùng cũng đến được đồn lính thú ở phía đông Thọ Xuân  của nhà Bắc Ngụy. Thú chủ Đỗ Nguyên Hữu qua thẩm tra, biết rõ đây đúng là tông thất Tiêu Tề, liền đãi ngộ theo lễ, rồi phái người phi ngựa đến báo cáo với Dương Châu thứ sử là Nhiệm Thành Vương Nguyên Trừng. Nguyên Trừng lập tức phái thị vệ, ngựa xe đến đón tiếp. Tiêu Bảo Dần khi ấy 16 tuổi, tỏ ra 10 phần tiều tụy.
Tiêu Bảo Dần theo xe đến phủ đệ của Nguyên Trừng, Nguyên Trừng lấy lễ khách mà đối đãi với ông. Tiêu Bảo Dần là kẻ mất nước, nên luôn mặc tang phục, bọn Nguyên Trừng đưa đồng liêu đi lại thăm viếng. Bảo Dần cư xử rất có lễ phép, không uống rượu, không ăn thịt, lúc bình thường thì nói cười tiết chế, biểu hiện rất đỗi đau lòng. Nguyên Trừng vì thế xem trọng ông.

## Ân sủng cực đại
Năm sau, Tiêu Bảo Dần tiếp nhận chiếu mệnh của Tuyên Vũ Đế, đến kinh thành Lạc Dương. Tuyên Vũ Đế đối với ông rất tôn kính. Tiêu Bảo Dần không quên mối thù mất nước, khi lên triều hễ có cơ hội lại quỳ ở dưới điện, bày tỏ nỗi đau mất nước của nhà Tiêu Tề, thỉnh cầu Bắc Ngụy xuất binh nam phạt, thể hiện ý chí phục quốc mạnh mẽ không gì thay đổi được. Ông trẻ tuổi ở nơi đất khách, mà chí khí rất mạnh mẽ, tuy đã cởi bỏ tang phục, nhưng vẫn không dùng rượu thịt, lúc bình thường hình dung tiều tụy, ăn mặc sơ sài, không hề đùa cợt. Về sau ông nhận lệnh nam phạt, được triều đình quý trọng giao phó công việc, cửa nhà tân khách như chợ, thư từ qua lại rất nhiều. Ông đối đáp xử lý, không để có sơ suất gì, cho thấy tuy còn ít tuổi nhưng được dạy dỗ rất tốt, tính cách đã rất vững vàng.
Năm sau nữa, Tiêu Bảo Dần cưới Nam Dương trưởng công chúa làm vợ.

## Chí lớn phục quốc

### Trận Thọ Xuân
Giang Châu thứ sử Trần Bá Chi của nhà Lương cùng bọn trưởng sử Trử Trụ từ Thọ Xuân đến hàng Bắc Ngụy, thỉnh cầu phát binh, nói rằng có thể dễ dàng lập công. Bắc Ngụy Tuyên Vũ Đế cho là lời của Trần Bá Chi rất đúng, không nên bỏ lỡ, lại thấy Bảo Dần rất thành khẩn, liền phong Bảo Dần làm Sứ trì tiết, đô đốc, Đông Dương Châu thứ sử, Trấn Đông tương quân, Đan Dương quận công, Tề vương, cắt cho 1 vạn binh, mệnh cho ông giữ ở phía đông thành Thọ Xuân, chờ đến lúc giao mùa thu – đông sẽ cử đại quân nam phạt. Lại cho phép ông chiêu mộ tráng sĩ, được hơn ngàn người. Ông dùng bọn Văn Trí 3 người làm Tích Nỗ tướng quân, bọn Văn Vinh 3 người làm Cường Nỗ tướng quân, sung làm Quân chủ.
Năm 504, Tiêu Bảo Dần soái quân đến thẳng Giang Âm , khi ấy quân nhà Lương đang tiến đánh Thọ Xuân, thế là ông vào đóng quân ở Thọ Xuân để nghỉ ngơi. Tướng nhà Lương Khương Khánh Chân đưa quân đến vây đánh Thọ Xuân, sĩ dân nhiều nơi hưởng ứng, rất nhanh chóng đã chiếm được ngoại thành. Tiêu Bảo Dần mình mặc giáp trụ, tự soái binh nghênh địch, 2 bên giao chiến từ canh tư đến giữ trưa ngày hôm sau. Thanh thế của quân nhà Lương rất lớn, Bảo Dần vì binh ít lại không được chi viện, nên đưa quân về Kim thành, rồi từ cửa đông thành Tương Quốc mà ra, hết sức đánh trả, cuối cùng đã đánh bại địch quân. Trong trận chiến Thọ Xuân, Tiêu Bảo Dần dũng mãnh bậc nhất, không ai nghe biết những biểu hiện anh dũng của ông mà không khâm phục. Trở về kinh thành, Bảo Dần được cải phong làm Lương quận công.

### Trận Chung Li
Khi Trung Sơn Vương Nguyên Anh nam phạt, Tiêu Bảo Dần lại dâng biểu thỉnh cầu xuất chinh, cùng với Nguyên Anh liên tục đánh bại quân nhà Lương, thừa thắng tấn công Chung Li. Quân nhà Lương nhân lúc Hoài Thủy nổi sóng lớn mà đánh mạnh, Bảo Dần và Nguyên Anh đưa quân tháo chạy, sĩ tốt 10 phần thì hết 4, 5 đã bị chết chìm. Quan lại hữu quan tâu lên rằng, Bảo Dần trong chiến dịch lần này bảo vệ cầu phía đông thiếu kiên cố, làm cho toàn quân tan vỡ thất bại, yêu cầu xử cực hình đối với ông. Nhưng Tuyên Vũ Đế tha tội chết cho ông, chỉ bãi miễn các chức vụ, quan tước rồi cho về nhà.

### Trận Cù Sơn
Tháng 3 năm 511, người nước Lương là Vương Văn Thọ tạo phản, chiếm cứ Cù Sơn, đầu hàng Bắc Ngụy. Từ Châu thứ sử Lư Sưởng của nhà Bắc Ngụy phái Trương Thiên Huệ, Phó Văn Ký đến tiếp nhận. Tiêu Bảo Dần phụng chiếu đến chi viện, chịu sự chỉ huy của Lư Sưởng. Tuyên Vũ Đế đích thân tiễn ông lên đường, kì vọng rất lớn. Nhưng Lư Sưởng xuất thân là thư sinh, không hiểu quân sự, đến tháng 12 đã thất bại. Tiêu Bảo Dần bảo toàn được binh mã trở về.

### Trị nhậm biên cương
Tiêu Bảo Dần ở vùng Hoài, Yến, Lương Vũ Đế từng gửi thư tay cho ông để dụ hàng, nhưng Bảo Dần cự tuyệt. Ông một lòng muốn báo thù, gây dựng lại chính quyền Tiêu Tề, luôn thỉnh cầu nhà vua để được trấn nhậm biên cương. Năm 518 – 520, Tiêu Bảo Dần làm Từ Châu thứ sử, tại nơi trị nhậm cho xây dựng học quán, rất hay gặp gỡ con em sĩ tộc, cùng họ giảng luận kinh nghĩa, cực lực đề xướng văn hóa. Trong thời gian này ông chuyên cần quốc sự, được cả quan và dân yêu mến.

## Chinh chiến Quan – Lũng
Cuối thời Bắc Ngụy, khởi nghĩa nổ ra dữ dội. Sau khi Tần Vương tự xưng là Mạc Chiết Đại Đề mất, con trai thứ tư của ông là Mạc Chiết Niệm Sinh kế vị, xưng là thiên tử, niên hiệu Thiên Kiến, lập con trai A Hồ làm thái tử, phong vương cho các anh em. Mạc Chiết Niệm Sinh phái em trai là Cao Dương Vương Mạc Chiết Thiên Sinh đưa quân ra khỏi Lũng Đông, đánh Ung Châu, đóng quân ở Hắc Thủy. Triều đình Bắc Ngụy vô cùng lo lắng, phong Tiêu Bảo Dần làm Khai phủ, Tây đạo hành đài, Đại đô đốc, soái quân tây chinh. Minh Đế tự mình đến minh đường tiễn ông ra quân. Tiêu Bảo Dần cùng Đại đô đốc Thôi Duyên Bá đánh bại quân đội của Mạc Chiết Thiên Sinh, đuổi theo đến tận Tiểu Lũng trong khu vực Thanh Thủy, Cam Túc, tiếp tục tiến quân thảo phạt Vạn Sĩ Sửu Nô ở Cao Bình trấn, nhưng đôi bên lúc thắng lúc thua, rơi vào tình trạng giằng co.
Khi ấy, người Thiên Thủy là anh em Lữ Bá Độ đưa quân về hàng. Lữ Bá Độ từng cùng Mạc Chiết Niệm Sinh khởi binh, về sau lại cùng các anh em ở Hiển Thân tụ binh thảo phạt Niệm Sinh, nhưng không lâu sau đã bị Niệm Sinh đánh bại, đầu hàng Cao Bình Vương Hồ Sâm. Hồ Sâm phong Lữ Bá Độ làm Đại đô đốc, cấp cho ông binh mã, để hắn đánh trả Tần Châu. Lữ Bá Độ đánh bại bộ tướng Đỗ Sán của Niệm Sinh ở Thành Kỉ, tiến đến Hiển Thân. Mạc Chiết Niệm Sinh tự soái quân đón đánh, nhưng bị thất bại. Khi ấy, Lữ Bá Độ lại phản bội Hồ Sâm, phái người cháu của mình đưa kị binh đến biên giới phía đông đón quân Ngụy. Mạc Chiết Niệm Sinh thấy hình thế nguy cấp, bèn trá hàng Tiêu Bảo Dần. Triều đình Bắc Ngụy xem đó là công trạng của Lữ Bá Độ, phong hắn Kính Châu thứ sử, Bình Tần quận công. Vì thế, trong thời gian này, Đại đô đốc Nguyên Tu Nghĩa, Cao Duật lần lữa dừng quân ở Lũng Khẩu, trì hoãn việc tây tiến. Nhờ vậy, Mạc Chiết Niệm Sinh một lần nữa khởi binh tạo phản, còn Lữ Bá Độ thì bị Vạn Sĩ Sửu Nô đánh bại và giết chết. Lúc này, thanh thế của bọn Mạc Chiết Niệm Sinh đã trở nên cực lớn, Tiêu Bảo Dần cũng hết cách khống chế thế cục.
Năm 526, triều đình Bắc Ngụy muốn cổ vũ Tiêu Bảo Dần an tâm chinh chiến, gia phong ông làm Thị trung, Phiếu kị đại tương quân, Nghi đồng tam tư, Giả đại tướng quân, Thượng thư lệnh. Từ đây, Tiêu Bảo Dần đảm nhiệm chức vụ tể tướng, ông xuất phát từ Hắc Thủy, đi về phía Tây đến Bình Lương, giao chiến với phản quân. Ông tác chiến anh dũng, khiến cho Mạc Chiết Niệm Sinh thật sự cảm thấy bị uy hiếp. Năm 527, ông lại đảm nhiệm chức Tư Không, bởi vì ra quân đã lâu, binh tướng mệt mỏi, rốt cục Tiêu Bảo Dần đại bại ngay trong tháng ấy, phải lui về Ung Châu. Quan viên hữu quan yêu cầu xử Tiêu Bảo Dần tội chết, Minh đế hạ chiếu tha tội chết cho ông, biếm làm Biên Hộ Bách Tính.
Nhưng tình thế ở Quan – Lũng khiến triều đình Bắc Ngụy không thể không tái trọng dụng ông. Tháng 4 cùng năm, Tiêu Bảo Dần được phong làm Chinh tây tương quân, Ung châu thứ sử, Khai phủ, Tây thảo đại đô đốc, từ Đồng Quan đến Tây đô (Trường An) đều do ông tiết chế điều động. Tháng 9 năm ấy, cả nhà Mạc Chiết Niệm Sinh bị bộ hạ là Thường Sơn Vương Đỗ Sán giết chết. Đỗ Sán lập tức quy hàng Tiêu Bảo Dần. Tháng 10, Tiêu Bảo Dần lại đảm nhiệm chức Thượng thư lệnh, khôi phục lại những tước vị đã được phong trước đây.

## Phản Ngụy tự lập
Khi ấy, từ Thái Hành Sơn sang đông, từ Đồng Quan về tây, bạo loạn ngày một nhiều, đâu đâu cũng có chiến tranh, quân đội Bắc Ngụy thì lớp lớp chiến bại, lòng người rất hoang mang.
Tiêu Bảo Dần phải đối mặt với áp lực rất lớn, ông đã cầm quân nhiều năm, hao phí rất nhiều mà vẫn thất bại, tự biết không thể tránh khỏi việc bị nghi ngờ, chỉ trích, vì thế nội tâm vô cùng bất an. Triều đình đối với ông thật sự có hoài nghi, về sau còn phái ngự sử trung úy Lịch Đạo Nguyên đến làm Quan Trung đại sứ. Tiêu Bảo Dần vì việc này càng thêm sợ hãi, trở nên ám thị tự kỷ, rất nhiều bộ hạ thừa cơ khuyên ông làm phản. Tiêu Bảo Dần hỏi kế người Hà Đông là Liễu Giai. Liễu Giai dùng câu đồng dao: "loan sinh thập tử, cửu tử tồ, nhất tử bất tồ, quan trung loạn" để dụ dỗ ông (vì cha của Bảo Dần là Tề Minh Đế Tiêu Loan). Tiêu Bảo Dần tin lời ấy, chuẩn bị làm phản.
Lịch Đạo Nguyên vừa đến dịch trạm ở Âm Bàn, Tiêu Bảo Dần bí mật phái bộ tướng Quách Tử Khôi giết chết ông, rồi sau đó giả cách thu lại thi thể của Lịch Đạo Nguyên, dâng biểu lên triều đình rằng ông bị bọn giặc giết hại. Không lâu sau, (năm 527) Tiêu Bảo Dần chính thức xưng đế, cải niên hiệu là Long Tự năm đầu, thiết lập bách quan, phái Quách Tử Khôi đi về phía đông đánh Đồng Quan, hành đài Trương Thủy vây đánh Hoa Châu thứ sử Thôi Lập. Ngụy Minh Đế lệnh cho Thượng thư bộc xạ, Hành đài Trưởng Tôn Trĩ thảo phạt Tiêu Bảo Dần. Khi đó người Bắc Địa là Mao Hồng Tân cùng anh trai là Mao Hồng Hà đã tập hợp hương dân đất ấy, muốn đến thảo phạt Tiêu Bảo Dần. Bộ tướng của Tiêu Bảo Dần là Hầu Chung Đức được lệnh quay về đánh Mao Hồng Hà, nhưng tiến công thất lợi, Hầu Chung Đức liền hàng Ngụy, đưa quân về đánh Tiêu Bảo Dần. Hầu Chung Đức đưa quân đến Bạch Môn rồi, Tiêu Bảo Dần mới phát giác, hốt hoảng soái quân kháng cự, bị Hầu Chung Đức đánh bại. Tiêu Bảo Dần chỉ mang theo được công chúa và các con cùng hơn 100 kị binh ra khỏi cửa sau, đến hàng Vạn Sĩ Sửu Nô. Sửu Nô mệnh cho ông làm Thái phó.
Năm 530, Nhĩ Chu Thiên Quang phái Hạ Bạt Nhạc tiến đánh Vạn Sĩ Sửu Nô tại An Định, bắt được Sửu Nô và Tiêu Bảo Dần, áp giải về Lạc Dương. Trang Đế để hai người ở ngoài Lư Hạp môn cho trai gái trong thành trông thấy. Bạn cũ của Tiêu Bảo Dần là Lại bộ thượng thư Lý Thần Tuấn, Hoàng môn thị lang Cao Đạo Mục xin tha cho ông, nói rằng việc phản nghịch của Tiêu Bảo Dần là ở đời vua trước, hy vọng có thể miễn tội chết cho ông. Vừa vặn khi ấy Vương Đạo Tập nhận chiếu, từ biên cương hồi kinh, Trang Đế liền hỏi ý kiến của Vương Đạo Tập. Vương Đạo Tập lấy chuyện Tiêu Bảo Dần làm thái phó cho Sửu Nô để bác bỏ lập luận của hai người Lý, Cao, vì khi đó Trang Đế đã lên ngôi. Trang Đế liền quyết định xử chết Tiêu Bảo Dần. Năm đó ông 48 tuổi.

## Bình giá
Tiêu Bảo Dần tuổi nhỏ gặp phải biến cố to lớn, mang thân phận hoàng tử mà phải lưu vong nơi đất khách. Nhưng ông ta thông minh mẫn tuệ, cẩn thận già dặn, dũng cảm lại có mưu lược, liên tiếp lập chiến công, nên được triều đình tín nhiệm, làm đến tể tướng, lại còn cưới công chúa. Có thể nói là đã nhận được ân sủng hơn người, trong bất hạnh có may mắn vậy!
Tuy kết cục của Tiêu Bảo Dần không khác mấy so với phản tướng nhà Lương là Hầu Cảnh, nhưng ông ta không phải không có điểm đáng tôn kính. Hầu Cảnh là kẻ vũ phu, làm việc gì cũng vì lợi ích của bản thân hắn, có thể nói là loại người hạ tiện. Còn Tiêu Bảo Dần tuy thân ở xứ người, trong lòng không quên mối quốc cừu gia hận, hết sức nam phạt, có thể gọi là một bậc nhân sĩ thời bấy giờ, không phải cùng một loại người với Hầu Cảnh.